# Концертна зала „Октябърский“
Голямата концертна зала „Октябърский“ (на руски: Большой концертный зал «Октя́брьский» (БКЗО) е театър, разположен в Санкт Петербург, Русия. Той е домакин на вариететни актьори, рок музиканти, както и танцови и балетни колективи. Разположен на Гръцкия площад, открит през октомври 1967 г., 50 години след Октомврийската революция.
Директор на залата от 1988 г. е Ема Лавринович.  

## История
Сградата е построена на територията на бивша гръцка православна църква (известна преди като Гръцкия площад). Това е отразено в стихотворението на Йосиф Бродски „Спирка в пустиня“.
Строителството се извършва между 1961 и 1967 г. от група, ръководена от Александър Жук. В проекта участват архитектите Валентин Каменски и Жан Вержбицки и инженерите Галкин и Максимов. Силуетът на сградата е строго геометричен, фасадата е украсена с огромен витраж. Над парадния вход има бронзов фриз от скулптора Михаил Аникушин.
През 2007 г. концертната зала претърпява необходим ремонт. Работите обхващат всички системи на сградата, като се извършват от юли до октомври 2009 г.

## Известни изпълнители
- А-ха
- Александър Панайотов
- Сезария Евора
- Шарл Азнавур
- Клиф Ричард
- Дийн Рийд
- Дюк Елингтън
- Елена Ваенга
- Елтън Джон
- Емин Агаларов
- Джеймс Блънт
- Хосе Карерас
- Йосиф Кобзон
- Хулио Иглесиас
- Клавдия Шулженко
- Леонид Утьосов
- Любе
- Людмила Зикина
- Мелница
- Мирей Матийо
- Мстислав Ростропович
- Надежда Кадишева
- Патриша Каас
- Салваторе Адамо
- Святослав Рихтер
- Валерий Леонтиев